# 第三波民主化
第三波民主化在政治学上用於指稱自1970年代以來席捲全球的民主化浪潮，由塞繆爾·P·亨廷頓在《第三波：20世纪后期民主化浪潮》中闡述了這個概念。
20世紀後期，民主化浪潮與大國之間的權力分配突然轉變有關，這為實行全面的國內改革創造了機會和誘因。
亨廷頓描述了三波浪潮：19世紀的第一波、二戰後的第二波以及1970年代中期在南欧開始的第三波，隨後是拉丁美洲和亚洲。儘管他的書沒有討論蘇維埃帝國的垮台，但許多學者已將第三波納入了1989年至1991年的民主過渡。

## 定義
依亨廷頓在《第三波——20世紀後期民主化浪潮》書中觀點，世界上大致歷經了三波民主化浪潮和两波民主化回潮：
- 第一次民主化長波：1828年－1926年，始于美國革命和法國革命
  - 第一波民主化回潮：1922年－1942年，始于1922年意大利法西斯向罗马进军

- 第二次民主化短波：1943年－1962年，始於第二次世界大戰，包括非殖民化後的新兴民主國家
  - 第二波民主化回潮：1958年－1975年，始于1958年巴基斯坦军事政变
- 第三波民主化：1974年－1992年，始於1974年葡萄牙的康乃馨革命，終於东欧剧变

所谓的“第三波”是相对于发生在19世纪到20世纪初期的第一次民主化浪潮，有30多个国家建立了民主制度；以及发生于二战后1943－1962年之间的第二次民主化浪潮，许多殖民国家脫離英國和法國独立，50多个国家建立了民主制度。
第三次民主浪潮开始的标志性事件是1974年伊比利半島的葡萄牙發生軍事政變，結束了自薩拉查以來的右翼法西斯獨裁軍政權，民眾帶著康乃馨上街，成為1974年4月25日的康乃馨革命，此後葡萄牙放棄殖民地，並逐步實現民主轉型。1974年土耳其入侵塞浦路斯一事導致希腊军政府在7月24日垮台。而原先被迫流亡的康斯坦蒂诺斯·卡拉曼利斯順利回國。同年11月，卡拉利曼斯所屬的新民主黨在國會選舉中大獲全勝。1975年11月20日西班牙在佛朗哥大元帥離世後，回歸君主立憲，卡洛斯一世國王逐漸交出政治實權，成為虛位元首，但保持作為軍隊最高統帥，國王對社會有一定的影響力。
美國哈佛大學政治系教授杭廷頓將1974年4月25日的葡萄牙革命、1974年7月24日希腊军政府的垮台连同1975年11月20日西班牙佛朗哥法西斯军政权的结束，視為第二波與第三波民主化之間的分界點，因為此時歐洲非共產主義國家已全面民主化。

## 其他浪潮
1. 大西洋革命（1776－1798）
2. 拉丁美洲獨立戰爭（1809－1824）
3. 1820年革命：第一次憲政浪潮
4. 1830年革命
5. 1848年革命
6. 第二次憲政浪潮（1905－1912）
7. 一戰後浪潮（1919－1922）：1917－1923年革命
8. 二戰後浪潮（1945－1950）
9. 非洲的去殖民化
10. 現代化浪潮，被稱爲第三波民主化（1974－1988）
11. 東歐劇變（1989－1994）

## 年表
- 1973年：
  - 12月20日：西班牙政府主席路易斯·卡雷罗·布兰科死于埃塔组织的暗杀。
- 1974年：
  - 4月25日：葡萄牙爆发革命导致安东尼奥·德·奥利维拉·萨拉查建立的军政府垮台。
  - 7月24日：希腊军政府在革命中倒台。
- 1975年：
  - 4月30日：越南共和国垮台，随后越南统一。
  - 11月20日：弗朗西斯科·佛朗哥去世，西班牙开始民主化进程。
- 1983年：
  - 12月10日：阿根廷由军政府转变为文官政府。
- 1985年：
  - 3月1日：乌拉圭军政府倒台。
  - 3月15日：巴西军政府倒台。
  - 4月6日：苏丹独裁者加法尔·尼迈里下台。
  - 9月27日：尼古拉·亚历山德罗维奇·吉洪诺夫下台，米哈伊尔·谢尔盖耶维奇·戈尔巴乔夫掌权。
- 1986年：
  - 2月25日：菲律宾独裁者费迪南德·马科斯下台。
- 1987年：
  - 7月15日：中華民國总统蒋经国宣布解严，台湾民主化进程开启。
  - 11月7日：突尼斯开国总统哈比卜·布尔吉巴下台。
- 1988年：
  - 2月25日：大韩民国第六共和国成立，韩国民主化。
  - 7月23日：缅甸社会主义纲领党政权倒台，奈温下台。
- 1989年：
  - 2月3日：巴拉圭独裁者阿尔弗雷多·斯特罗斯纳下台。
  - 7月29日：波兰统一工人党政权倒台。
  - 10月7日：匈牙利社会主义工人党政权倒台。
  - 10月18日：德国统一社会党政权倒台，最终两德统一。
  - 11月10日：保加利亚共产党政权倒台。
  - 11月24日：捷克斯洛伐克共产党政权倒台。
  - 12月2日：印度国民大会党第二次下台，开始逐渐丧失绝对优势。
  - 12月22日：罗马尼亚共产党在革命中被推翻。
- 1990年：
  - 3月11日：智利独裁者奥古斯托·皮诺切特下台。
  - 5月22日：也门社会党政权倒台，也门统一。
  - 6月30日：南斯拉夫共产主义者联盟解散。
  - 10月13日：黎巴嫩内战结束。
  - 11月26日：新加坡开国总理李光耀卸任。
- 1991年：
  - 1月14日：苏联总理尼古拉·伊万诺维奇·雷日科夫辞职。
  - 1月26日：索马里革命社会主义党政权垮台，穆罕默德·西亚德·巴雷辞职。
  - 2月28日：海湾战争结束。
  - 5月4日：阿尔巴尼亚劳动党政权倒台。
  - 5月21日：埃塞俄比亚工人党下台，门格斯图·海尔·马里亚姆辞职。
  - 8月19日：八一九事件爆发。
  - 8月24日：苏联共产党下台，同年冷战结束。
  - 11月2日：赞比亚开国总统肯尼思·卡翁达下台。
- 1992年：
  - 1月11日：阿尔及利亚总统沙德利·本·杰迪德被推翻。
  - 2月12日：蒙古人民革命党放弃一党专制。
  - 4月16日：阿富汗人民民主党政权垮台。
  - 4月24日：自1945年以来一直连续执政的意大利天主教民主党下台。
  - 7月1日：坦桑尼亚革命党宣布实行多党制，并限制总统任期。
  - 9月23日：泰国的川·立派组建文官政府。
- 1993年：
  - 3月11日：印尼副总统（英语：Vice President of Indonesia）苏达尔莫诺（英语：Sudharmono）去职。
  - 8月9日：日本自由民主党下台，长达38年的五五年体制崩坏。
- 1994年：
  - 4月27日：纳尔逊·曼德拉当选南非总统。
  - 同年，全球民主化进程在朝鲜民主主义人民共和国严重受挫，第三波民主化至此基本结束。

## 情況
這一波民主化在80年代到南美洲及亚洲，又在1989年時達到高潮。雖然中國民主運動在六四天安門事件受挫，但東歐劇變的民主抗爭，結束共產黨統治，間接促成了蘇聯解體。最後，第三波民主化的浪潮，在90年代初期席捲漠南非洲，讓許多過去沒有任何民主經驗或實行社會主義一黨制的非洲國家，也在短短幾年內，經歷了自由化、民主化及民主轉型，部分甚至完成了民主鞏固。據2016年自由之家判斷，當時世界上有62個國家屬於全自由、71國是半自由、只有66國是不自由的國家。
儘管民主浪潮勢不可擋、民主政治呈现成为普世價值的趋势，但中東及北非信奉伊斯蘭教的阿拉伯國家，以及多數黑非洲國家，成為了第三波民主化的例外。例如中東及北非的利比亚的穆阿迈尔·卡扎菲、叙利亚的哈菲兹·阿萨德、也门的阿里·阿卜杜拉·萨利赫、伊拉克的萨达姆·侯赛因、埃及的穆罕默德·胡斯尼·穆巴拉克、毛里塔尼亚的马维亚·乌尔德·西德·艾哈迈德·塔亚、突尼斯的宰因·阿比丁·本·阿里、苏丹的奥马尔·巴希尔、阿尔及利亚的阿卜杜勒-阿齐兹·布特弗利卡（包括巴勒斯坦的亚西尔·阿拉法特与西撒哈拉的穆罕默德·阿卜杜勒-阿齐兹）以及非洲的坦桑尼亚总统朱利叶斯·尼雷尔、莫桑比克总统若阿金·希萨诺、安哥拉总统若泽·爱德华多·多斯桑托斯、加蓬总统哈吉·奥马尔·邦戈、加纳总统杰瑞·罗林斯、几内亚总统兰萨纳·孔戴、几内亚比绍总统若昂·贝尔纳多·维埃拉、多哥总统纳辛贝·埃亚德马。
执政党意识形态方面的剧变并没有影响到他们的权势，而贝宁总统马蒂厄·克雷库和马达加斯加总统迪迪安·拉齐拉卡则在短暂的下台后，再度成功掌权，他们中的绝大多数者都成功地将自己的统治带入进了21世纪。這些地區的無動於衷，也讓第三波民主化在90年代中後期進入結束階段。部分独联体國家甚至发生了民主倒退的現象，出現強人獨裁專政情況。例如：阿塞拜疆总统蓋達爾·阿利耶夫與伊利哈姆·阿利耶夫、格鲁吉亚总统爱德华·谢瓦尔德纳泽、烏茲別克總統伊斯蘭·卡里莫夫、烏克蘭總統列昂尼德·库奇马、土庫曼總統薩帕爾穆拉特·阿塔耶維奇·尼亞佐夫、哈薩克總統努爾蘇丹·納扎爾巴耶夫、吉爾吉斯總統阿斯卡爾·阿卡耶夫、塔吉克總統埃莫馬利·拉赫蒙、俄羅斯總統弗拉基米尔·普京、白俄羅斯總統亞歷山大·格里戈里耶維奇·盧卡申科、亞美尼亞總統羅伯特·科恰良與謝爾日·薩爾基相。

## 民主倒退現象
在20多年的第三波民主化浪潮中，欧洲各国近年出现民主倒退现象。除了俄羅斯於自2000年后，在普京及統一俄羅斯黨領導下日趨強勢之外，欧盟各国和英美加均出现民主倒退现象，各国均出现民粹主义及反欧盟反欧洲一体化的情绪，城鄉對立和社會分化亦導致民主倒退。
而在亞洲，中國、朝鲜、越南、老挝等國仍維持一黨專政。泰國、菲律賓、馬來西亞、印尼、印度、巴基斯坦、孟加拉、斯里蘭卡等東南亞及南亞國家的酋長式民主與寡頭政體時常因為種種社會因素諸如政治世家壟斷資源、貪腐或治安、犯罪等問題而不時有些變動，官民對立嚴重可能因此使國家陷入危機，其中新加坡、马来西亚、柬埔寨等更維持一黨威權制，由單一政黨長期執政。而西亚和北非國家以及大部分的黑非洲國家，因為長時間的亂局及政治生態與文化背景等因素，也多非民主化。
1980年代後拉丁美洲經濟快速發展，民主化有明顯進步，軍人干政較少，但也有如委内瑞拉的乌戈·查韦斯和尼古拉斯·马杜罗、玻利维亚的埃沃·莫拉莱斯、厄瓜多尔的拉斐尔·科雷亚、尼加拉瓜的丹尼尔·奥尔特加等國出現的左翼民粹主義強人獨裁專政情況，連同阿根廷、巴西和智利等民選左翼政府，出現以左派執政為主的「粉紅浪潮」，自2010年代後，右翼保守派力量逐步回潮，但更多出現像歐美的左右輪流交替執政的情況。
2021年緬甸發生軍事政變，緬甸國防軍總司令敏昂萊和緬甸副總統敏瑞帶領軍隊發動政變，推翻2020年緬甸議會選舉原有的政權，建立軍政府，緬甸聯邦議會被解散，至今情況仍然持續。
2022年2月24日，俄羅斯總統普京下令正式全面入侵烏克蘭，標誌着始於2014年的俄烏戰爭重大升級。此次事件是繼1939年－1945年第二次世界大戰以來發生於歐洲的最大規模性戰爭之一。情況至今仍然處於僵局。
這些國家的民主化由于進程過速，內部分裂主義叢生，致使經濟失敗且普遍由西方世界獲得該地區控制權或軍事獨裁輔佐引致煽動嚴重的仇恨，導致專制主義勝過剛萌芽的民主所致。
自由之家2010年報告開門見山指出，全球自由化連著五年受挫，是自由之家發表自由評論報告40年來連續最久的倒退。尤其在非洲，民主化節節敗退。還有俄羅斯和中國的專制政權對自由民主人權的迫害更是有增無減。
2016年自由之家報告顯示，全球自由程度連續11年呈現下降趨勢，主要原因是民主國家中的民粹主義及民族主義增長，而威權主義持續上升，共有67個國家的政治權利及公民自由面臨衰退。

## 第四波民主化论点
當第三波民主化潮流在近年受挫并接近尾声时，研究民主化的學者（如拉里·戴蒙德等）預測未來第四波民主化潮流將在阿拉伯世界、独联体、黑非洲等專制獨裁國家發生。不過許多人認為第四波尚未到來。

## 中国民主发展
自1989年六四事件至今，在经济高速发展的同时，中国的民主发展呈现长期停滞。
2012年中共十八大后，随着所谓“新四人幫”倒台，及中共中央总书记习近平的“四个全面”的提出，中国的政治生态呈现更加现代化的趋势，但中共政府却进一步限制境内人士浏览未经其审核的网站。虽然CCTV等国内媒体曾被允许播放2016年台灣大選、2018年美國中期選舉等资讯，但中共对媒体的控制并未发生本质变化。中共党刊《求是》2015年年底发文《从欧洲难民危机看西方民主话语的陷阱 （页面存档备份，存于）》一文称“民主是经济社会发展的产物，不能想象突然搬来一座民主制度的‘飞来峰’”，呼应邓小平“民主是我们的目标，但国家必须保持稳定”的观点。
习近平在在2018年“贺词 （页面存档备份，存于）”新年贺词中未提及反腐败，受到海外民运人士质疑。
2018年中共中央宣传部大力宣扬要深化改革开放，但“左”派保守势力抬头，比如对VPN的进一步封锁、满街个人崇拜宣传招致画像被泼墨、政府对私营企业进行干涉的做法引起企业恐慌、重庆考试院发布消息称政审不合格者不能参加普通高校录取，后因舆论压力而致歉。
2022年末，中国爆发“白紙運動”，有部分研究者认为这可能成为第四波民主化浪潮的重要诱因。